# HMS M17

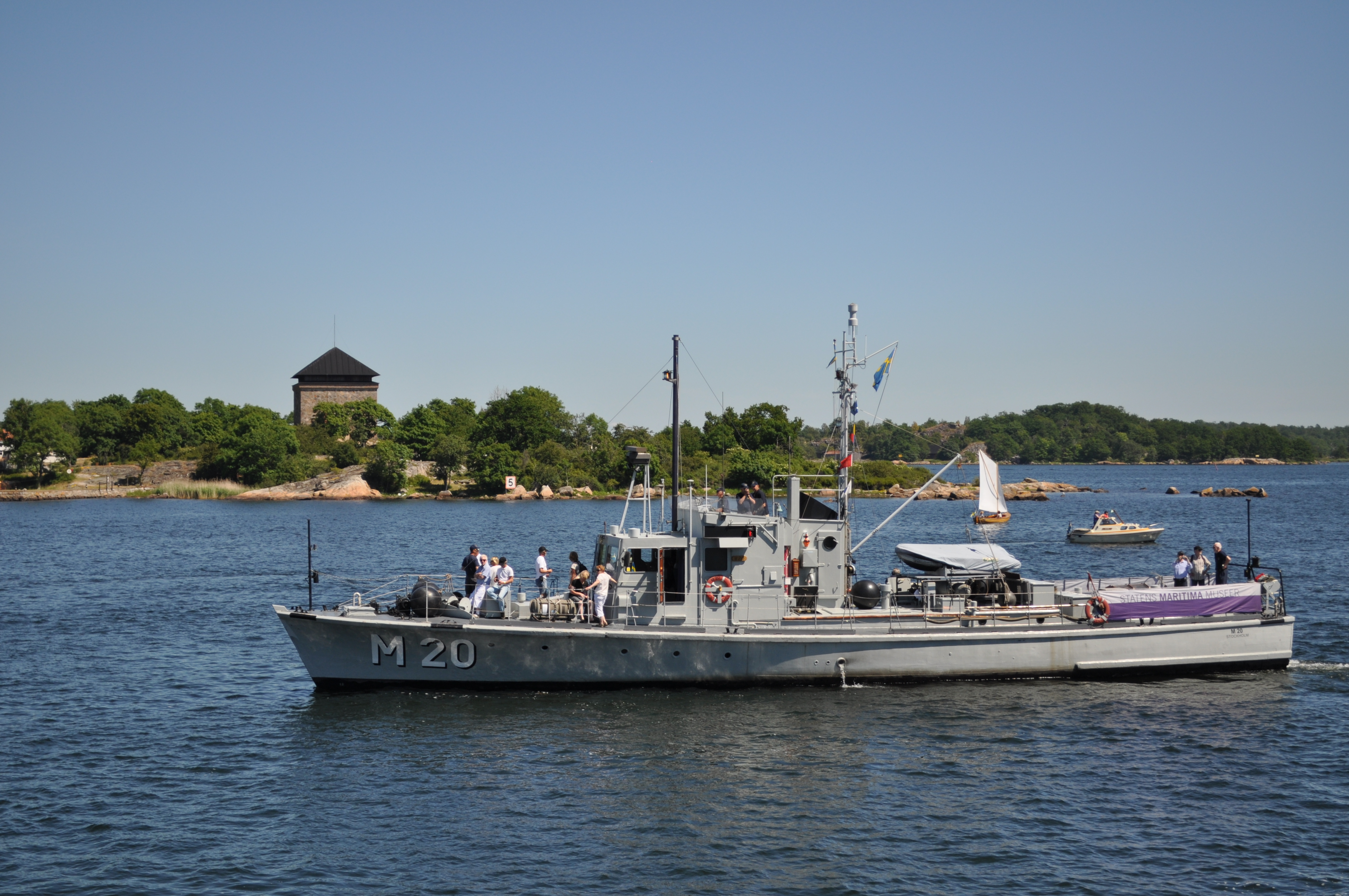
HMS M20, systerfartyg till HMS M17

HMS M17 var en svensk minsvepare som byggdes på Sverres varv i Göteborg. Hon sjösattes den 17 juli 1941 och levererades till Flottan den 25 september samma år. Hon utrangerades den 15 september 1986 och såldes till en privatperson. År 1989 såldes hon till dåvarande Jugoslavien. Hennes bestyckning bestod av en 20 mm kanon.